# Vuomajaure (Jukkasjärvi socken, Lappland, 759238-168845)
Vuomajaure är en sjö i Kiruna kommun i Lappland och ingår i Torneälvens huvudavrinningsområde. Sjön har en area på 1,71 kvadratkilometer och ligger 587,1 meter över havet. Vuomajaure ligger i Torneträsk-Soppero fjällurskog Natura 2000-område.

## Delavrinningsområde
Vuomajaure ingår i det delavrinningsområde (759118-168994) som SMHI kallar för Utloppet av Vuomajaure. Medelhöjden är 610 meter över havet och ytan är 12,94 kvadratkilometer. Räknas de 2 avrinningsområdena uppströms in blir den ackumulerade arean 118,51 kvadratkilometer. Rakisätno som avvattnar avrinningsområdet har biflödesordning 2, vilket innebär att vattnet flödar genom totalt 2 vattendrag innan det når havet efter 488 kilometer. Avrinningsområdet består mestadels av skog (15 procent), sankmarker (11 procent) och kalfjäll (60 procent). Avrinningsområdet har 1,85 kvadratkilometer vattenytor vilket ger det en sjöprocent på 14,3 procent.